# Font de Rials
La font de Rials és una font del terme municipal de Sarroca de Bellera, al Pallars Jussà, dins del territori del poble de les Esglésies.
Està situada a 1.398 m d'altitud, al sector sud-oest del terme municipal. Es troba a ponent de les Esglésies, al fons de la vall del barranc del Bosc, al sud-est del tossal de Prat d'Hort i al nord-est del tossal Gros. És també a llevant de Monevui.